# Starchiojd (gmina)
Starchiojd – gmina w Rumunii, w okręgu Prahova. Obejmuje miejscowości Brădet, Gresia, Rotarea, Starchiojd, Valea Anei i Zmeuret. W 2011 roku liczyła 5634 mieszkańców.